# كيم سو-جيل
كيم سو-جيل (هانغل: 김수길، مواليد 1950)، هو سياسي كوري شمالي، كان مدير المكتب السياسي العام للجيش الشعبي الكوري منذ أن حل محل كيم جونج جاك في مايو 2018 حتى يناير 2021. منذ 1 يناير 2023، أصبح السكرتير الرئيسي للجنة حزب العمال الكوري في بيونج يانج. وقد انتخب member of the Politburo of the Workers' Party of Korea ‏ وانتخب member of State Affairs Commission ‏.

## للحياة المهنية
كيم سو جيل هو جندي محترف، في بداية حياته المهنية، شغل مناصب في المكتب السياسي العام للجيش الشعبي الكوري (KPA) وهيئة الأركان العامة التابعة له . في 24 أبريل 1992 تمت ترقيته إلى رتبة سوجانغ (لواء). في 15 أبريل 2010 تمت ترقيته إلى رتبة تشونغجانغ (فريق). في خريف عام 2013 تم تخفيض رتبته مؤقتًا إلى سوجانغ مرة أخرى، مثل العديد من جنود الجيش الشعبي الكوري رفيعي المستوى. يحمل حاليًا رتبة جنرال بأربع نجوم.
أصبح كيم نائبًا لمدير وزارة الدفاع الوطني في عام 2006. كما شغل منصب نائب وزير القوات المسلحة الشعبية منذ عام 2010. ومن هذا المنصب، شارك في تطهير وإعدام جانج سونج ثايك في ديسمبر 2013.
كيم هو مساعد مقرب من كيم جونج أون وغالبًا ما يرافقه في الوظائف العامة. شغل كيم سابقًا منصب رئيس لجنة مدينة بيونج يانج لحزب العمال من أبريل 2014 إلى 2018 عندما تم استبداله بري مان جون في هذا المنصب، بعد وقت قصير من تعيينه، أصدر اعتذارًا علنيًا في أعقاب انهيار مبنى في المدينة. تم انتخابه لعضوية الجمعية الشعبية العليا (SPA) في انتخابات عام 2009 ومرة أخرى في انتخابات عام 2014. شغل كيم منصب عضو كامل في اللجنة المركزية لحزب العمال الكوري وعضو بديل في المكتب السياسي لحزب العمال الكوري منذ مايو 2016. وهو أيضًا عضو في اللجنة العسكرية المركزية لحزب العمال الكوري.
خدم كيم في لجان الجنازة لجون بيونج هو في عام 2014، وري أول سول وكيم يانج جون في عام 2015، وكانج سوك جو في عام 2016.
في أبريل 2018، انتُخب كيم عضوًا في هيئة رئاسة الجمعية العامة للجيش الشعبي الكوري. حل كيم سو جيل محل كيم جونج جاك في مايو 2018 كمدير للمكتب السياسي العام للجيش الشعبي الكوري. أعلنت وسائل الإعلام الكورية الشمالية عن التعديل الوزاري في مايو 2018، بعد أن خدم كيم جونج جاك لمدة أربعة أشهر فقط. من المحتمل أن يكون التعيين قد تم في 17 مايو في اجتماع للجنة العسكرية المركزية لحزب العمال الكوري برئاسة كيم جونج أون.
في عملية إعادة تنظيم للموظفين في الدورة الأولى للجمعية العامة الرابعة عشرة، فقد كيم مقعده في هيئة الرئاسة ولكن تمت ترقيته إلى عضو في لجنة شؤون الدولة في كوريا الشمالية.